# Pristimantis ventriguttatus
Pristimantis ventriguttatus là một loài động vật lưỡng cư trong họ Strabomantidae, thuộc bộ Anura. Loài này được Lehr & Köhler mô tả khoa học đầu tiên năm 2007.